# تشاك تومسون
تشاك تومسون (بالإنجليزية: Chuck Thompson)‏ هو معلق رياضي أمريكي، ولد في 10 يونيو 1921 في بالمر في الولايات المتحدة، وتوفي في 6 مارس 2005 في توسون في الولايات المتحدة بسبب سكتة.